# Nodaria
Nodaria — род совок из подсемейства совок-пядениц.

## Описание
Голова, грудь и брюшко покрыты густыми волосками и чешуйками. Тимпанальные органы расположены по бокам на задней части среднегруди. Усики простые, нитевидные. Глаза округлые, крупные. На задних крыльях жилка M2 отходит от ячейки из одной точки с жилками M3 и Cu1. Гусеницы активны преимущественно ночью, днем ведут скрытный образ жизни.

## Систематика
В составе рода:
- Nodaria adra Swinhoe, 1918
- Nodaria aesoapusalis Walker, 1858
- Nodaria aethiopalis Herrich-Schäffer, 1851
- Nodaria angulata Wileman & West, 1930
- Nodaria arcuata Wileman & West, 1930
- Nodaria assimilata Wileman, 1911
- Nodaria cidarioides Hampson, 1891
- Nodaria cinerea Joannis, 1929
- Nodaria cinerealis Walker, 1865